# Vaska-komplex
| Vaska-komplex                                                                                                   | |
| Vaska-komplex                                                                                                   | |
| Vaska-komplex                                                                                                   | |
| \| \| \| | |
| Vaska-komplex                                                                                                   | |
| Szilárd por formájú Vaska-komplex                                                                               | |
| IUPAC-név | (SP-4-1)-karbonilkloridobisz(trifenilfoszfán)irídium(I) |
| Más nevek | Iridíum(I)bisz(trifenilfoszfin) Vaska komplexe |
| Kémiai azonosítók                                                                                               | |
| CAS-szám | 14871-41-1 |
| PubChem | 73553235 |
| ChemSpider | 21106488 |
| EINECS-szám | 238-941-6 |
| SMILES | c1ccc(cc1)[P+](c2ccccc2)(c3ccccc3)[Ir-2](=C=O)([P+](c4ccccc4)(c5ccccc5)c6ccccc6)Cl |
| InChI | 1/2C18H15P.CO.ClH.Ir/c2*1-4-10-16(11-5-1)19(17-12-6-2-7-13-17)18-14-8-3-9-15-18;1-2;;/h2*1-15H;;1H;/q;;;;-1/p+1/rC37H32ClIrOP2/c38-39(31-40,41(32-19-7-1-8-20-32,33-21-9-2-10-22-33)34-23-11-3-12-24-34)42(35-25-13-4-14-26-35,36-27-15-5-16-28-36)37-29-17-6-18-30-37/h1-30,41-42H |
| InChIKey | ZOMWXKQUBRXYLE-UHFFFAOYSA-O |
| UNII | J8AO572UZW |
| Kémiai és fizikai tulajdonságok                                                                                 | |
| Megjelenés | sárga színű, kristályos |
| Olvadáspont | 215°C |
| Forráspont | 360°C |
| Oldhatóság (vízben)                                                                                             | rosszul oldódik |
| Kristályszerkezet                                                                                               | |
| Koordinációs geometria                                                                                          | síknégyzetes |
| Veszélyek | |
| Főbb veszélyek                                                                                                  | nincs |
| Rokon vegyületek                                                                                                | |
| Azonos kation                                                                                                   | IrI(CO)[P(C6H5)3]2 |
| Azonos anion | RhCl(CO)[P(C6H5)3]2 |
| Ha másként nem jelöljük, az adatok az anyag standardállapotára (100 kPa) és 25 °C-os hőmérsékletre vonatkoznak. | |
| | |

A Vaska-komplex a transz-karbonil-klórbisz(trifenilfoszfin)irídium(I) vegyület triviális neve, amelynek összegképlete IrCl(CO)[P(C6H5)3]2. Ez a síknégyzetes geometriájú, diamágneses fémorganikus komplex egy központi irídiumatomból áll, amely két transz helyzetű trifenilfoszfin ligandumhoz, szén-monoxidhoz és egy kloridionhoz kapcsolódik. A komplexről először J. W. DiLuzio és Lauri Vaska számolt be 1961-ben.  A Vaska-komplex oxidatív addícióban vehet részt, és fontos tulajdonsága, hogy reverzibilisen kötődik az O2 molekulához. Szobahőmérsékleten és légköri nyomáson élénk sárga színű, kristályos szilárd anyag.

## Előállítása
Az előállítása gyakorlatilag bármilyen irídium-klorid-só trifenilfoszfinnal és szén-monoxid forrással történő melegítését foglalja magában. A legnépszerűbb a dimetil-formamid (DMF) oldószerként való alkalmazása, és néha anilint adnak hozzá a reakció gyorsítása érdekében. Egy másik népszerű oldószere a 2-metoxietanol. A reakciót jellemzően nitrogén atmoszférában hajtják végre. A szintézis során a trifenilfoszfin ligandumként és redukálószerként is szolgál, a karbonilligandum pedig dimetil-formamid bomlásával keletkezik, valószínűleg egy Ir-C(O)H köztiterméken keresztül. A következő egy lehetséges rendezett egyenlet erre a viszonylag bonyolult reakcióra. 
IrCl3(H2O)3 + 3 P(C6H5)3 + HCON(CH3)2 + C6H5NH2 → IrCl(CO)[P(C6H5)3]2 + [(CH3)2NH2]Cl + OP(C6H5)3 + [C6H5NH3]Cl + 2 H2O
Az ebben az eljárásban használt tipikus irídiumforrások az IrCl3·xH2O és a  H2IrCl6.

## Kémiai tulajdonságai
A Vaska-komplexen végzett vizsgálatok segítettek a homogén katalízis fogalmi keretének megteremtésében. A 16 vegyértékelektronos rendszert alkotó Vaska-komplexet "koordinatívan telítetlennek" tekintik, de egy kételektronos vagy két egyelektronos ligandumhoz kötődve 18 vegyértékelektronnal elektrosztatikusan telítetté válhat. Két egyelektronos ligandum addícióját oxidatív addíciónak nevezzük.  Oxidatív addíció hatására az irídium oxidációs állapota Ir(I)-ről Ir(III)-ra változik. Ekkor a komplex síknégyzetes geometriája egy oktaéderes, hat ligandumból álló szerkezetté alakul. A Vaska-komplex oxidatív addíción megy keresztül hagyományos oxidálószerekkel, például halogénekkel, erős savakkal, például sósavval és más, elektrofil molekulákkal, például metil-jodidal ( CH3I ).
A Vaska-komplex reverzibilisen kötődik a kétatomos oxigénmolekulához:
IrCl(CO)[P(C6H5)3]2 + O2 ⇌ IrCl(CO)[P(C6H5)3]2O2
A kétatomos oxigén ligandum mindkét oxigénatomon keresztül kapcsolódik az Ir-hoz, ezt oldalirányú kötésnek nevezzük. A mioglobinban és a hemoglobinban ezzel szemben az oxigén végről kötődik, a két oxigénatom közül csak az egyik kötődik a fémhez. A keletkező dioxigén adduktum melegítés vagy az oldat inert gázzal történő átöblítése hatására visszaalakul az alapkomplexbe, amit a szín narancssárgáról sárgára való visszaváltozása jelez. 

## Spektroszkópia
Az infravörös spektroszkópia segítségével elemezhetők a Vaska-komplexből oxidatív úton képződött addíciós termékek, mivel a reakciók a koordinált szén-monoxid rezgési frekvenciájának jellegzetes eltolódásait idézik elő.  Ezek az eltolódások az újonnan asszociált ligandumok által megengedett π-visszakötés mennyiségétől függenek. A Vaska-komplex és az oxidatív úton hozzáadott ligandumok CO-rezgési frekvenciáit a szakirodalomban dokumentálták. 
- Vaska-komplex: 1967 cm −1
- Vaska-komplex + O 2 : 2015 cm −1
- Vaska-komplex + metil-jodid: 2047 cm −1
- Vaska-komplex + I 2 : 2067 cm −1

Az Ir(III) termékeket eredményező oxidatív addíció csökkenti az Ir és a C közötti π-kötés erősségét, ami a karbonilrezgési sáv frekvenciájának növekedését okozza. A rezgési frekvencia változása a hozzáadott ligandumoktól függ, de a frekvencia mindig nagyobb, mint 2000. cm −1 az Ir(III) komplex esetén.

## A Vaska-komplex története
Az IrCl(CO)(PPh3)2 legkorábbi említése Vaskától és DiLuziotól szármatik.  A szorosan rokon IrBr(CO)(PPh3)2 komplexet Maria Angoletta írta le 1959-ben, aki a komplexet IrBr(CO)2(p-toluidin) és trifenilfoszfin acetonos oldatában állította elő.  1957-ben Linda Vallerino számolt be a RhCl(CO)(PPh3)2 összegképletű komplexről. 

## Fordítás
Ez a szócikk részben vagy egészben  a   Vaska's complex című angol Wikipédia-szócikk ezen változatának fordításán alapul.  Az eredeti cikk szerkesztőit annak laptörténete sorolja fel. Ez a jelzés csupán a megfogalmazás eredetét és a szerzői jogokat jelzi, nem szolgál a cikkben szereplő információk forrásmegjelöléseként.